# Dimitri Liénard
Dimitri Liénard (* 13. Februar 1988 in Belfort) ist ein französischer Fußballspieler, der aktuell beim SC Bastia in der Ligue 2 spielt.

## Karriere
Liénard begann seine fußballerische Ausbildung beim FC Sochaux. Anschließend spielte er bis 2007 beim USC Sermamagny, ehe er zur ASM Belfort wechselte. In der Saison 2010/11 spielte er dort bereits 31 Mal in der National 2, der vierten französischen Spielklasse, wobei er viermal traf. Auch 2011/12 war er dort gesetzt und kam auf drei Tore in 29 Spielen.
Im Sommer 2012 wechselte Liénard zum Ligakonkurrenten FC Mulhouse. Hier wurde er ebenfalls zum Stammspieler und konnte in 34 Einsätzen siebenmal treffen.
Nach nur einem Jahr verließ er den Verein wieder und unterschrieb beim Drittligisten Racing Straßburg. In seiner ersten Spielzeit dort schoss er in 28 Einsätzen acht Tore und bereitete drei weitere vor. In der Spielzeit 2014/15 kam Liénard 31 Mal zum Zug und war an neun Toren direkt beteiligt. Die Saison 2015/16 beendete er mit 29 Einsätzen, drei Toren, fünf Vorlagen und auf dem ersten Tabellenplatz, was ihm und seiner Mannschaft den Aufstieg in die Ligue 2 garantierte. Dort debütierte er am fünften Spieltag bei einem 1:1-Unentschieden gegen den GFC Ajaccio nach später Einwechslung  im Profibereich. In der nächsten Partie wurde er erneut eingewechselt und schoss bei einem 2:0-Sieg über den ES Troyes AC bereits sein erstes Profitor. Mit den Straßburgern gelang ihm als Zweitligameister der direkte Durchmarsch in die Ligue 1, die höchste französische Spielklasse und wurde persönlich 30 Mal eingesetzt, wobei er viermal traf und elf Tore auflegte. Nach der Saison verlängerte seinen auslaufenden Vertrag bei seinem „Klub des Herzens“. Direkt am ersten Spieltag stand er bei einer 0:4-Niederlage gegen Olympique Lyon in der Startelf und somit auch das erste Mal auf dem Platz in der Ligue 1. Gegen den OSC Lille, im nächsten Spiel, wurde er 20 Minuten vor Schluss eingewechselt und schoss sein erstes Tor und gab seine erste Vorlage bei dem 3:0-Sieg. Er spielte 2017/18 33 Mal in der Liga und konnte sich an zehn Toren direkt beteiligen. In der Spielzeit 2018/19 verlor Liénard seinen Stammplatz und spielte 22 Mal, wobei er nicht treffen konnte. Er traf jedoch einmal in vier Ligapokalspielen, welchen er mit seinem Team gewann. Somit nahm er 2019/20 mit der Mannschaft an der Qualifikation zur Europa League teil, in der er auch fünfmal spielte, jedoch mit dem Team gegen Eintracht Frankfurt ausschied. In der Liga spielte er 22 von 27 möglichen Spielen, in denen er zweimal traf. Zur Saison 2020/21 spielte er sich zum absoluten Stammspieler und wurde in 34 Ligapartien eingesetzt. 2021/22 war er weiterhin gesetzt und traf in 33 Partien zweimal und wurde Mannschaftskapitän.
Im Juli 2023 verließ Liénard Straßburg nach zehn Jahren und wechselte in die Ligue 2 zum SC Bastia.

## Erfolge
Racing Straßburg
- Französischer Drittligameister und Aufstieg in die Ligue 2: 2016
- Französischer Zweitligameister: 2017
- Französischer Ligapokalsieger: 2019